# Dierikon
Dierikon est une commune suisse du canton de Lucerne, située dans l'arrondissement électoral de Lucerne-campagne.